# Eremophila oldfieldii
Eremophila oldfieldii är en flenörtsväxtart. Eremophila oldfieldii ingår i släktet Eremophila och familjen flenörtsväxter.

## Underarter
Arten delas in i följande underarter:
- E. o. angustifolia
- E. o. oldfieldii